# Bắc Mê (huyện)
Bắc Mê là một huyện thuộc tỉnh Hà Giang, Việt Nam.

## Địa lý

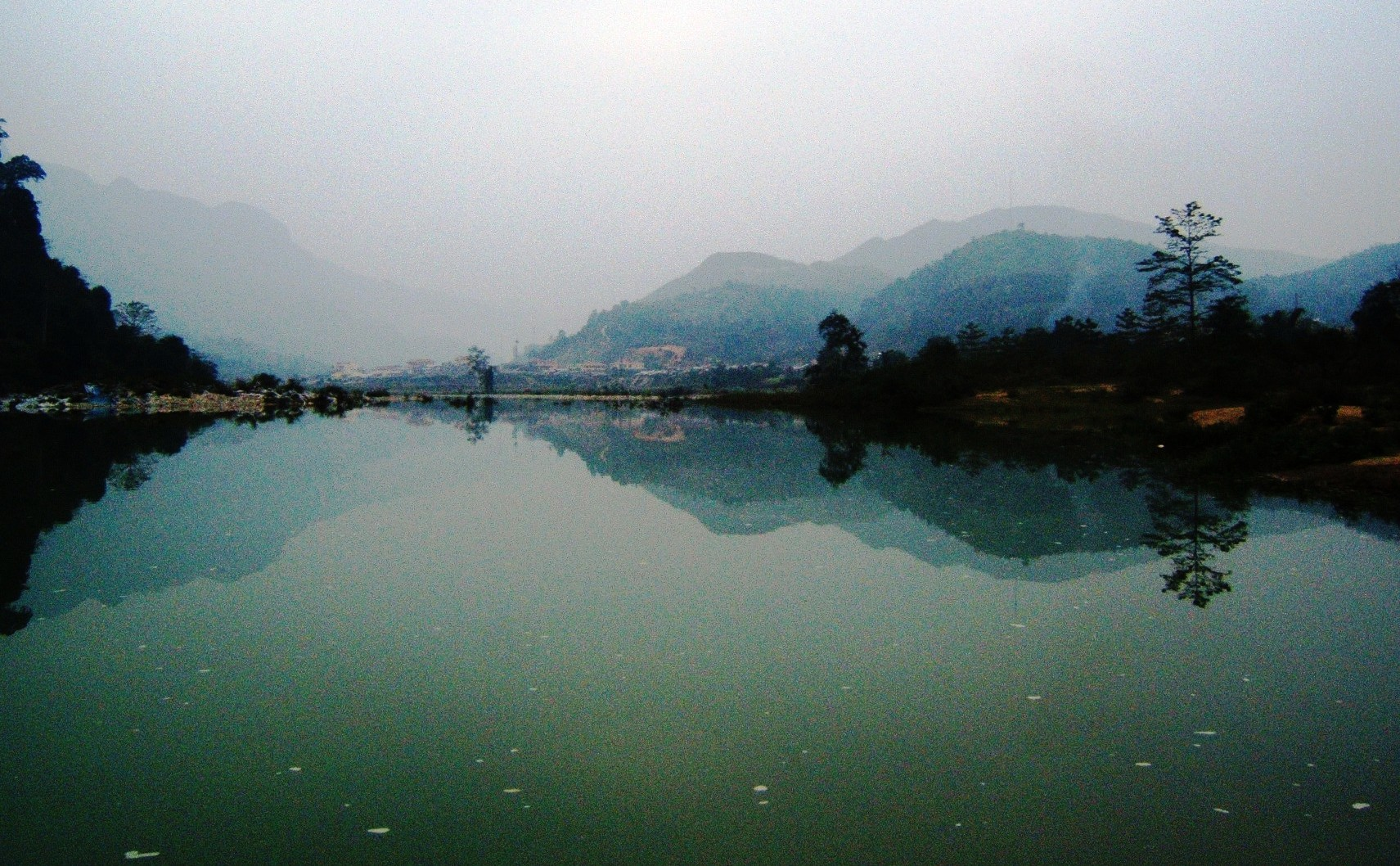
Sông Gâm tại thị trấn Yên Phú khi thủy điện Tuyên Quang tích nước năm 2007

Huyện Bắc Mê nằm ở phía đông của tỉnh Hà Giang, có vị trí địa lý:
- Phía đông giáp huyện Bảo Lâm, tỉnh Cao Bằng
- Phía tây giáp thành phố Hà Giang và huyện Vị Xuyên
- Phía nam giáp huyện Lâm Bình và huyện Na Hang thuộc tỉnh Tuyên Quang
- Phía bắc giáp huyện Yên Minh.

Huyện Bắc Mê có diện tích 856,07 km², dân số năm 2019 là 54.592 người, mật độ dân số đạt 64 người/km².

## Lịch sử
Ngày 18 tháng 11 năm 1983, Hội đồng Bộ trưởng ban hành Quyết định số 136-HĐBT về việc thành lập huyện Bắc Mê thuộc tỉnh Hà Tuyên trên cơ sở tách 10 xã: Đường Âm, Giáp Chung, Lạc Nông, Minh Ngọc, Minh Sơn, Phú Nam, Thượng Tân, Yên Cường, Yên Định và Yên Phú của huyện Vị Xuyên.
Ngày 13 tháng 2 năm 1987, Hội đồng Bộ trưởng ban hành Quyết định 28-HĐBT về việc:
- Chia xã Đường Âm thành 2 xã: Đường Âm và Đường Hồng
- Chia xã Yên Cường thành 2 xã: Yên Cường và Phiêng Luông
- Chia xã Yên Phú thành 2 xã: Yên Phú và Yên Phong
- Tách 3 xóm Bách Sơn, Khuổi Nâng và Tả Luông của xã Minh Ngọc để sáp nhập vào xã Thượng Tân.

Năm 1991, tỉnh Hà Giang được tái lập từ tỉnh Hà Tuyên, Bắc Mê trở thành huyện của tỉnh Hà Giang.
Ngày 31 tháng 3 năm 2009, Chính phủ ban hành Nghị định số 11/NĐ-CP về việc thành lập thị trấn Yên Phú (huyện lỵ huyện Bắc Mê) trên cơ sở toàn bộ của xã Yên Phú.
Huyện Bắc Mê có 1 thị trấn và 12 xã như hiện nay.

## Hành chính
Huyện Bắc Mê có 13 đơn vị hành chính cấp xã trực thuộc, bao gồm thị trấn Yên Phú (huyện lỵ) và 12 xã: Đường Âm, Đường Hồng, Giáp Trung, Lạc Nông, Minh Ngọc, Minh Sơn, Phiêng Luông, Phú Nam, Thượng Tân, Yên Cường, Yên Định, Yên Phong.